# Parque nacional Monte Walsh

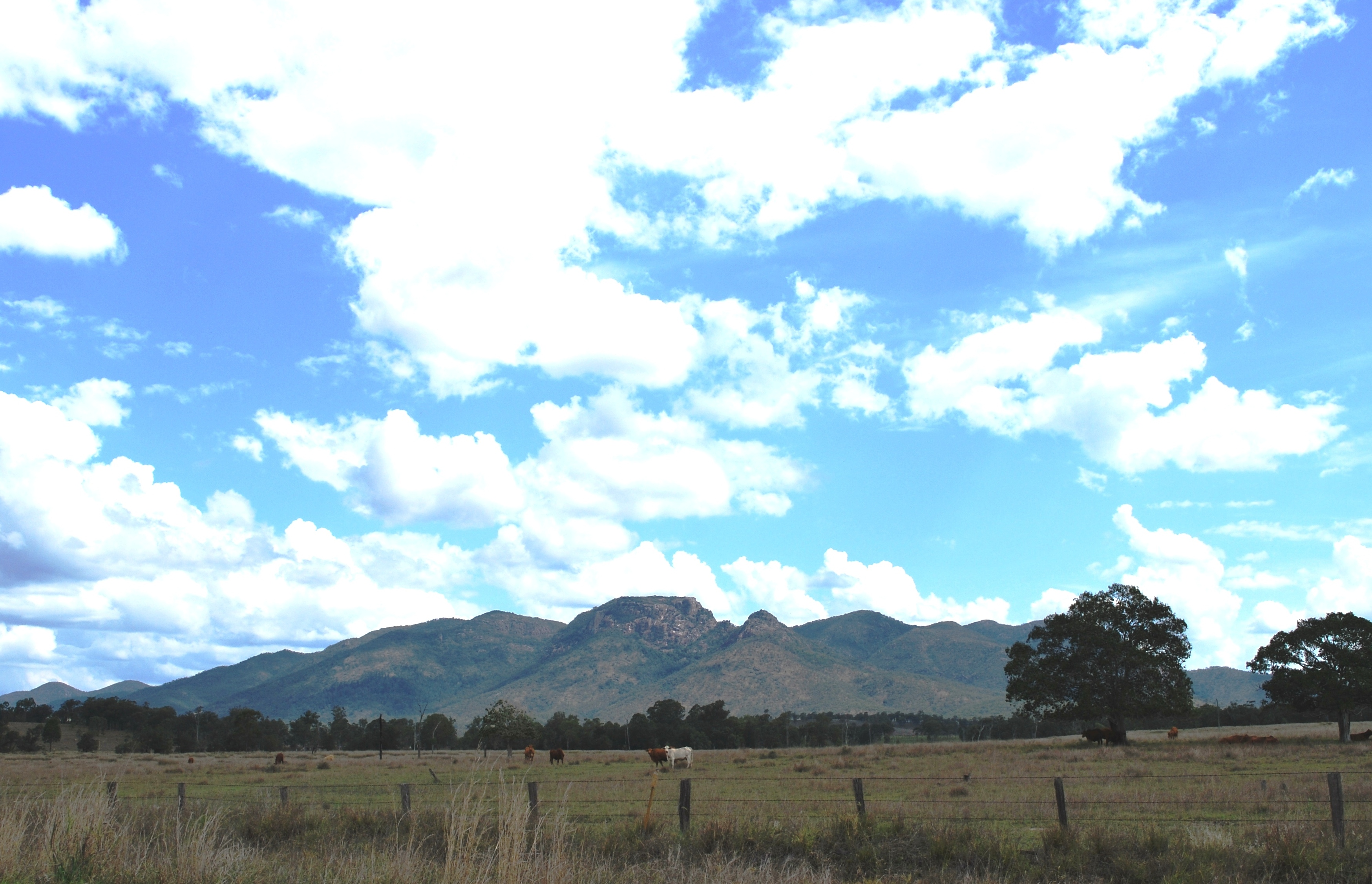
Parque nacional Monte Walsh visto desde Biggenden, Queensland

Monte Walsh es un parque nacional en Queensland (Australia), ubicado a 230 km al noroeste de Brisbane.

## Datos
- Área: 52,40 km²
- Coordenadas: 25°35′52″S 152°03′07″E / -25.59778, 152.05194
- Fecha de Creación: 1947
- Administración: Servicio para la Vida Salvaje de Queensland
- Categoría IUCN: II

Véase también:
- Zonas protegidas de Queensland

- Datos: Q1364191